# Héja
A héja (Accipiter gentilis) a vágómadár-alakúak (Accipitriformes) rendjébe, ezen belül a vágómadárfélék (Accipitridae) családjába tartozó faj.

## Előfordulása
Európa, Ázsia és Észak-Amerika erdejeiben fordul elő, de parkokban és falvakban is él. A Kárpát-medencében főleg a hegy- és dombvidékein vadászik, de az Alföldön is megtalálható.

## Alfajai
- Accipiter gentilis gentilis Észak- és Közép-Európa; ez az alapfaj
- Accipiter gentilis marginatus – Marokkó, Spanyolországtól Kaukázusig; sötétebb és valamivel kisebb, mint az alapfaj
- Accipiter gentilis arrigonii – Korzika és Szardínia; még sötétebb és még kisebb, mint az alapfaj
- Accipiter gentilis buteoides – Észak- és Nyugat-Szibéria; nagyobb és világosabb, mint az alapfaj
- Accipiter gentilis albidus- Északkelet-Szibéria és Kamcsatka; van egy szürke és egy nagyon világos, majdnem fehér színváltozata is
- Accipiter gentilis schvedowi – Közép- és Kelet-Ázsia és Hokkaidó
- Accipiter gentilis fujiyamae – Honsú szigete, Japán; a legkisebb alfaj, nagyon sötét színű
- Accipiter gentilis atricapillus – Észak-Amerika legnagyobb része; szürkéskék hát és jellegzetes arcrajzolat jellemzi
- Accipiter gentilis laingi – Vancouver- és Queen-Charlotte-szigetek, a kanadai Brit-Columbia tartomány partvidékén; sötétebb, mint az észak-amerikai alfaj
- Accipiter gentilis apache – Az USA és Mexikó határvidékének hegyvidéki részei; világosabb, mint az észak-amerikai alfaj

## Megjelenése
A tojó lényegesen nagyobb a hímnél. Testhossza 50-60 centiméter, szárnyfesztávolsága 95-125 centiméter, testtömege 500-1350 gramm (az alsó határértékek inkább a hímre, míg a felsők a tojóra jellemzők). Hátoldala sötétszürke, melle és hasa szürkésfehér, barna keresztsávokkal. Csüdje rövid és vaskos, ujjai erőteljesek, hegyes karmokkal, a fiatal példányok mellén hosszanti csepp alakú sávok találhatók.
|  |  |  |

## Életmódja
Elsősorban különféle rágcsálókkal, kisebb és közepes nagyságú madarakkal táplálkozik. Lesből támadva, nagy sebességgel üldözi zsákmányát, amit általában el is kap. Ahol eltűnnek a héják, ott általában elszaporodnak a rágcsálók.Repülési formája: alacsony röptű üldözés. A héja vadon körülbelül 15 évig él.

## Szaporodása
Az ivarérettséget 2–3 éves korban éri el. A párok hűségesek egymáshoz, látványos nászrepülést végeznek. Általában előző évi helyüket foglalják el, de váltó fészket is használnak. Fészekalja négy kékesfehér tojásból áll, de általában csak két fiókát nevelnek fel. A kotlás áprilisban kezdődik és 40 napig tart. A fiatal madarak 40–43 nap után repülnek ki.
|  |

## Kárpát-medencei előfordulása
Állandó fészkelő állomány, a 2012 januárjában végrehajtott madárszámlálás eredménye alapján 17 héja telelt Magyarországon. 2018-ban a madárszámlálás adatai alapján 21 itthon telelő héját figyeltek meg a madarakat számlálók.

## Védettség
Magyarországon védett, természetvédelmi értéke 50 000 Ft.